# HC Gemert
HC Gemert (HCG) is een Nederlandse hockeyclub uit Gemert. De club werd opgericht in het jaar 1968.
De club is gevestigd op sportcomplex molenbroek, waar onder meer ook VV Gemert is gevestigd. Heren 1 speelden in het seizoen 2019/20 in de Tweede klasse en dames 1 in de Derde klasse.